# Ferdinandea formosana
Ferdinandea formosana är en tvåvingeart som beskrevs av Tokuichi Shiraki 1930. Ferdinandea formosana ingår i släktet guldblomflugor, och familjen blomflugor.
Artens utbredningsområde är Taiwan. Inga underarter finns listade i Catalogue of Life.